# Tony Walton
Anthony John Walton, noto semplicemente come Tony Walton (Walton-on-Thames, 24 ottobre 1934 – New York, 2 marzo 2022) è stato un costumista e scenografo britannico.
Ha vinto un Oscar alla migliore scenografia e ha ricevuto altre tre volte la nomination, di cui una ancora per la scenografia (1979) e due per i migliori costumi (1975 e 1965). Molto attivo anche in campo teatrale, ha vinto tre Tony Award per il suo lavoro a Broadway.
È stato sposato dal 1959 al 1967 con l'attrice Julie Andrews da cui ha avuto una figlia, Emma. In seguito ha sposato Gen LeRoy.

## Filmografia (parziale)
- Mary Poppins, regia di Robert Stevenson (1964)
- Dolci vizi al foro (A Funny Thing Happened on the Way to the Forum), regia di Richard Lester (1966)
- Il boy friend (The Boy Friend), regia di Ken Russell (1971)
- Assassinio sull'Orient Express (Murder on the Orient Express), regia di Sidney Lumet (1974)
- All That Jazz - Lo spettacolo comincia (All That Jazz), regia di Bob Fosse (1979)
- Trappola mortale (Deathtrap), regia di Sidney Lumet (1982)
- A proposito di Henry (Regarding Henry), regia di Mike Nichols (1991)

## Teatro
- The Will Rogers Follies (1991)